# 8 bitar/Innertrio
8 bitar/Innertrio är ett musikalbum av Jan Johansson, utgivet 1994 av Heptagon Records. Skivan är en CD-utgåva av Jan Johanssons tidigare skivor 8 bitar Johansson och Innertrio, utgivet 1961 respektive 1962.

## Låtlista
Alla låtar är arrangerade av Jan Johansson.

### 8 bitar Johansson
1. Prisma (Jan Johansson) – 3:01
2. She's Funny That Way (Richard A. Whiting/Neil Moret) – 5:59
3. Skobonka (Jan Johansson) – 2:16
4. De sålde sina hemman (trad) – 3:38
5. Rebus (Jan Johansson) – 3:38
6. Night In Tunisia (Dizzy Gillespie) – 5:27
7. Willow Weep for Me (Ann Ronell) – 5:17
8. Blå vit (Jan Johansson) – 6:19

### Innertrio
1. 3, 2, 1, GO! (Jan Johansson) – 4:01
2. Bolles vaggvisa (Reinhold Svensson) – 4:10
3. Svallvågor (Reinhold Svensson) – 5:11
4. I Found a New Baby (Jack Palmer/Spencer Williams) – 5:29
5. The Chant (Mel Stitzel) – 5:20
6. Snälltåg (Thorbjörn Lundquist) – 4:10
7. The Thrill Is Gone (Lew Brown/Ray Henderson) – 2:37
8. Innertrio (Jan Johansson) – 5:41
9. Premiär (Jan Johansson) – 4:49

## Medverkande
- 8 bitar Johansson:
  - Jan Johansson – piano
  - Gunnar Johnson – bas
  - Ingvar Callmer – trummor
- Innertrio:
  - Jan Johansson – piano
  - Georg Riedel – bas
  - Egil Johansen – trummor